# Amblyopone glauerti
Amblyopone glauerti é uma espécie de formiga do gênero Amblyopone.